# Amt Sontra
Das Amt Sontra war eine territoriale Verwaltungseinheit der Landgrafschaft Hessen und ab 1567 der Landgrafschaft Hessen-Kassel. Zwischen 1627 und 1834 gehörte es zur landgräflichen Nebenlinie von Hessen-Rotenburg, der sogenannten „Rotenburger Quart“.
Bis zur Verwaltungs- und Gebietsreform des Kurfürstentums Hessen im Jahr 1821 und der damit verbundenen Auflösung bildete es als Amt den räumlichen Bezugspunkt für die Einforderung landesherrlicher Abgaben und Frondienste, für Polizei, Rechtsprechung und Heeresfolge.

## Geographische Lage
Das Gebiet des Amts Sontra lag im osthessischen Bergland zwischen dem Stölzinger Gebirge im Westen, dem Richelsdorfer Gebirge im Süden und dem Ringgau im Osten. Durchflossen wurde es von der Sontra, der Ulfe und der Hasel.
Das Amtsgebiet liegt heute im Nordosten des Landes Hessen und gehört teilweise zum Landkreis Hersfeld-Rotenburg (westlicher Teil), sowie zum Werra-Meißner-Kreis (östlicher Teil).
Das Gebiet des Amts grenzte:
- im Westen an das Amt Rotenburg,
- im Nordwesten an das Amt Spangenberg,
- im Norden an das Amt Bischhausen,
- im Osten an die sachsen-eisenachischen Ämter Creuzburg, Eisenach und Gerstungen,
- im Süden an das Amt Gerstungen und die Exklave Obersuhl des Amts Rotenburg.

## Geschichte

### Entstehung des Amts Sontra
Im 8. Jahrhundert wurde Sontra erstmals erwähnt. Der Ort war damals Mittelpunkt der Gesamtverwaltung und der obersten Gerichtsbarkeit für den fränkischen Ringgau (Burg und Thing im Regnumsundern). Von den landgräflich thüringischen Vögten von Sontra nennen die vorhandenen Urkunden 1224 Gottfried von Wartburg und 1225 einen Herrn von Boyneburg aber schon als landgräfliche Ministerialen advocatus de Sunthra.
Die ersten Gerichtsherren auf der Burg Sontra stammten mit hoher Wahrscheinlichkeit von den Boyneburgern ab. Nach dem Aussterben dieses Zweiges in Sontra um 1330 und der Veräußerung der Schutzherrschaft nannte sich der älteste Zweig der Boyneburger bis zu seinem Aussterben im 16. Jahrhundert nur noch von Sontra.
Wann das Gericht und das damalige Dorf Sontra hessisch wurden, ist unbekannt. Jedenfalls waren Dorf und Gericht im Jahre 1353 Leibgeding der Landgräfin Elisabeth, der Frau von Heinrich II. von Hessen. Die Stadtrechte erhielt Sontra im Jahre 1368 vom Landgrafen Heinrich II. von Hessen. In diesem Jahr wurde auch das Landgrafenschloss Sontra das erstmals erwähnt.
Nach einer kriegerischen Eroberung wurde Sontra im Jahre 1385 halb thüringisch, halb mainzisch. Erst nach langen Verhandlungen gelangte die Stadt 1434 wieder in den Alleinbesitz von Hessen. Das Schloss wurde 1491 erneuert und ausgebaut und diente danach den Landgrafen zeitweilig als Jagdschloss und später als Amtshaus.

### Das Gericht Ulfen
Im Jahre 775 wurde der Sontraner Stadtteil Ulfen in einem Verzeichnis der von Erzbischof Lullus († 786) von Mainz für das Kloster Hersfeld verliehenen Güter, erstmals urkundlich erwähnt. Der Ort ist somit etwas älter als Sontra. Die Äbte von Hersfeld setzten als Schutzvögte über das Gebiet die Herren von Frankenstein ein. Ihre Stammburgen befanden sich bei Salzungen an der Werra. 1330 verkauften diese den Großteil ihres Besitzes, darunter auch ihr „judicium in Olfna“ (Ulfen) an die mit ihnen verwandten Grafen von Henneberg.
Zwischen 1330 und 1335 bekamen die Grafen von Ziegenhain das „Gericht Ulfen“ als Lehen. In diesem besaßen auch die hessischen Landgrafen ausgedehnten Streubesitz, den sie selbst an den umgebenden Adel übertrugen, wie die Herren von Baumbach, von Eschwege und von Boyneburg. Hermann Kratz verkaufte 1336 das Gericht Ulfen an die Landgrafschaft Hessen. Dieses hatten schon seine Voreltern besessen. 1370 und 1377 traten auch die von Buttlar ihre Rechte ab. Seit Anfang des 15. Jahrhunderts gehörte das Gericht mit den Orten Ulfen, Breitau, Krauthausen, Weißenborn, Lindenau, Wölfterode, Erdmannshain, und Teilen von Holzhausen zum Amt Sontra. Um 1538 gehören nur noch Ulfen, Breitau, Wölfterode und die Wüstungen Erdmannshain und Weidenthal zum Gericht.

### Das baumbachsche Gericht Nentershausen
Die Orte im Gebiet von Nentershausen entstanden im 12. bis 14. Jahrhundert. Sie waren im Besitz verschiedener Klöster bzw. adliger Familien. Um 1300 erbaute Ludwig I. von Baumbach die Burg Tannenberg, welche Lehnsburg der Abtei Hersfeld war. Der Ort Nentershausen wurde 1323 erstmals in einer Urkunde des Klosters Blankenheim, einem hersfeldischen Tochterkloster, erwähnt. Schon 1365 hatten die von Baumbach in Nentershausen vom Kloster Hersfeld zahlreiche Güter zu Lehen. Die Familie von Baumbach hatte in „Nentershusen“ und den umliegenden Dörfern die hohe und niedere Gerichtsbarkeit inne. 1578 mussten die Baumbachs die höhere Gerichtsbarkeit an den Landgrafen von Hessen abgeben, seitdem wurde das Gericht politisch dem Amt Sontra angegliedert. Die niedere Gerichtsbarkeit behielten die Herren von Baumbach bis 1806.
Die Orte Bosserode, Raßdorf und Süß wurden im Jahr 1733 dem Baumbachschen Gericht Nentershausen im Amt Sontra angegliedert, nachdem der Landgraf Friedrich von Hessen seine Ansprüche auf das gemeinsam mit Sachsen-Eisenach verwaltete Amt Hausbreitenbach fallen ließ und dafür u. a. die drei Orte aus dem thüringischen Amt Gerstungen erhielt.
Um 1771 gehörten zum Amt oder Gericht Nentershausen: Nentershausen, Dens, Blankenbach, Machtlos, Weißenhasel, Süß, Bosserode, Raßdorf, die drei Höfe Tannenberg, Bellers und Bauhaus.

### Das Gericht Treusch-Buttlar (Brandenfels)
Im Jahre 1248 wurde vermutlich die Burg Brandenfels im südlichen Ringgau durch einen Zweig der Familie von Boyneburg, der sich Brandenfels nannte, als Reichslehen errichtet. Der Boyneburger Familienzweig erlosch aber bereits im Jahr 1305. 1260 wurde die Burg im Hessisch-thüringischen Erbfolgestreit vergeblich belagert, blieb letztendlich aber bei Thüringen. Die Landgrafen von Thüringen gaben die Burg als Erbburglehen an die Familie Treusch von Buttlar.
1540 kam die Burg wegen eines Vergleichs zwischen den Herzögen von Sachsen und Landgraf Philipp I. an die Landgrafschaft Hessen. Das Gericht Brandenfels mit den Orten Altefeld, Archfeld, Berlitzgrube, Breitzbach, Frauenborn, Hainhof, Holzhausen, Lüderbach, Markershausen, Nesselröden, Renda, Rittershausen, Unhausen und Willershausen wurde dem Amt Sontra angegliedert. Ab 1550 war die Burg im alleinigen Besitz der Herren Treusch von Buttlar. In den einzelnen Orten des Gerichts hatten sie teilweise bis ins 19. Jahrhundert Lehen.

### Das Gericht Rockensüß
Im Ort Bubenbach bestand ab etwa 1220 ein Beginenhaus, aus dem im Jahre 1230 das Kloster Bubenbach als Tochterkloster der Abtei Hersfeld hervorging. Die Nonnen zogen 1296 in das für sie neu errichtete nur 1,5 km entfernte Kloster Cornberg um. Zu dem Kloster gehörten u. a. die umliegenden Orte Rockensüß und Mönchhosbach sowie die Hälfte von Rautenhausen. Mit der Einführung der Reformation in der Landgrafschaft Hessen wurde das Kloster Cornberg 1526 aufgehoben und zu einem landwirtschaftlichen Hofgut der Landgrafen umgewandelt. Rockensüß, Mönchhosbach und Rautenhausen wurden 1538 dem Gericht Rockensüß und dem Amt Sontra zugeteilt. Dazu kamen noch die boyneburgischen Besitzungen Königswald und die Hälfte von Rautenhausen, sowie vom Gericht Sontra der Ort Berneburg, der einst dem Cyriakusstift Eschwege gehört hatte.
1574 erhielt Philipp Wilhelm von Cornberg, nicht ehelicher Sohn des Landgrafen Wilhelm IV. von Hessen-Kassel, das ehemalige Kloster und dessen Ländereien von seinem Vater als erbliches Mannlehen und benannte sich danach. Nach dem Tod seines Vaters 1598 trat Philipp Wilhelm dem neuen Landgrafen, seinem Halbbruder Moritz, Cornberg ab und erhielt stattdessen 10.000 Reichstaler und als rechtes Mannlehen das etwa 12 km weiter ostsüdöstlich gelegene Dorf Richelsdorf.

### Das Gericht Wommen
Der Ort Wommen gehörte ab 1021 zum Kloster Kaufungen. Ab 1364 sind die Herren von Kolmatsch als Besitzer des Ortes belegt. Richelsdorf gehörte dem Kloster Fulda und war seit 1431 an die Herren von Kolmatsch verlehnt. Die Landeshoheit Richelsdorfs ging 1539 an Hessen über, für Wommen geschah dies 1527 mit der Säkularisation der hessischen Klöster. Nach der Reformation war Wommen Sitz eines gleichnamigen Gerichtsstuhls im Amt Sontra, welcher die Orte Wommen, Richelsdorf und den Ziegelhof umfasste. Nach dem Aussterben der Familie von Kolmatsch um 1562/63 unterlagen die Orte bezüglich der Gerichtsbarkeit wieder unterschiedlichen Adelsfamilien.

### Adlige Orte
Herleshausen wurde im Jahre 1019 erstmals in einer Schenkungsurkunde an das Kloster Kaufungen erwähnt. 1451 hatte Kaufungen 5/6 des Gerichts, die Treusch von Buttlar aber 1/6 als kaufungisches Lehen inne. Nach der Säkularisation der hessischen Klöster im Jahre 1527 kam Herleshausen an die Landgrafschaft Hessen-Kassel, die es als Lehensgut an die Familie Reckeroth und nach ihnen an die Familie Wersebe gab. Ende des 17. Jahrhunderts übernahmen die Landgrafen von Hessen-Philippsthal Schloss und Gut.
Stadthosbach war im Verlaufe der Zeit im Besitz verschiedener Adelsfamilien. Das halbe Dorf war 1422 Lehen derer von Tadelhausen, die andere Hälfte derer von Berneburg. 1436–1471 besaßen die von Welde, 1477 bis 1768 die von Hundelshausen die Hälfte als hessisches Lehen. 1805 gehörten sie den Frankenberg. Anteil hatten die von Biedenfeld und 1585 auch die von Stein. Ab 1818 gehörte der Ort zum Amt Bischhausen.
Mitterode und Wellingerode wurden 1465 bzw. 1425 der Familie Diede zum Fürstenstein als Lehen des hessischen Landgrafen zugestanden, bei der sie bis zu deren Aussterben im Jahre 1807 verblieben. Ab 1818 gehörten die Orte zum Amt Bischhausen.

### Geschichte des Amts Sontra von 1567 bis zur Auflösung
1585 bestand das Amt Sontra aus der Stadt Sontra, dem Gericht Ulfen, dem baumbachschen Gericht Nentershausen, dem Gericht Treusch-Buttlar in Brendenfels, den Gerichten Rockensüß und Wommen, sowie den adligen Orten Herleshausen, Stadthosbach, Mitterode, Wellingerode und dem ehemaligen Kloster Cornberg.
Nach dem Tod des Landgrafen Philipp I. von Hessen erfolgte 1567 eine Erbteilung der Landgrafschaft Hessen. Der älteste Sohn Philipps, Wilhelm IV., erhielt mit der Landgrafschaft Hessen-Kassel etwa die Hälfte des Territoriums einschließlich der Hauptstadt Kassel. Zu diesem Gebiet kam auch das Amt Sontra. Zwischen 1627 und 1834 war das Amt Sontra Teil der landgräflichen Nebenlinie von Hessen-Rotenburg, der sogenannten Rotenburger Quart. Gleichzeitig mit dem 1803 vollzogenen Reichsdeputationshauptschluss und der Säkularisation der geistlichen Herrschaften wurde die Landgrafschaft Hessen-Kassel, welche die Oberhoheit über Hessen-Rotenburg innehatte, zum Kurfürstentum Hessen.
Dem durch Napoléon dominierten Rheinbund trat Kurfürst Wilhelm I. von Hessen-Kassel nicht bei und versuchte neutral zu bleiben. Daraufhin besetzte Napoléon das Land und schlug es nach dem Frieden von Tilsit 1807 nahezu vollständig dem neu gebildeten Königreich Westphalen seines Bruders Jérôme zu. Das Amt Sontra wurde dem Departement der Werra zugeteilt und auf die Kantone Sontra, Netra und Nentershausen im Distrikt Eschwege aufgeteilt.
Nach der Auflösung des Königreichs Westphalen im Jahr 1813 wurde das Kurfürstentum Hessen mit seiner Verwaltungsstruktur wiederhergestellt. Das hessische Amt Sontra bestand noch bis 1821 und wurde im Zuge der kurhessischen Verwaltungsreform politisch dem Landkreis Rotenburg (Fulda) zugeordnet. Der Ostteil mit Wommen, Herleshausen und dem Gericht Treusch-Buttlar kam 1818 an das Justizamt Netra und mit diesem 1821 zum Landkreis Eschwege.

## Bestandteile

### Zugehörige Gerichte
1585 bestand das Amt Sontra aus der Stadt Sontra, dem Gericht Ulfen, dem baumbachschen Gericht Nentershausen, dem Gericht Treusch-Buttlar in Brendenfels, den Gerichten Rockensüß und Wommen, sowie den adligen Orten Herleshausen, Stadthosbach, Mitterode, Wellingerode und dem ehemaligen Kloster Cornberg.
Stadt
- Sontra mit Hornel

Gericht Ulfen
| - Ulfen - Breitau - Erdmannshain (Hof) - Holzhausen (anteilig) - Krauthausen | - Lindenau - Weidenthal (Wüstung) - Weißenborn - Wölfterode |

Laut dem Sontraer Salbuch von 1538 gehörten zum Gericht Ulfen nur noch die Dörfer Breitau, Ulfen und Wölfterode sowie die Wüstungen Erdmannshain und Weidenthal.
Baumbachsches Gericht Nentershausen
| - Nentershausen - Bauhaus (Wüstung) - Bellers (Hof bei Bauhaus) - Blankenbach - Dens | - Hasengarten (Hof) - Machtlos - Tannenberg (3 Höfe) - Weißenhasel | - Bosserode (bis 1733 zum thüringischen Amt Gerstungen) - Raßdorf (bis 1733 zum thüringischen Amt Gerstungen) - Süß (bis 1733 zum thüringischen Amt Gerstungen) |

Gericht Treusch-Buttlar (Brandenfels)
| - Altefeld - Archfeld - Berlitzgrube - Breitzbach - Frauenborn | - Hahnhof (Hof bei Herleshausen) - Hohenhaus (Höfe) - Holzhausen (anteilig) - Lüderbach - Markershausen | - Nesselröden - Renda - Rittersberg (Hof) - Rittershausen (Wüstung) - Unhausen | - Willershausen |

Gericht Rockensüß
| - Rockensüß - Berneburg - Bubenbach (Wüstung) - Elrichsüß (Wüstung) - Metzlar (Hof bei Berneburg) | - Hübenthal (Hof bei Berneburg) - Königswald - Mönchhosbach - Rautenhausen |

Gericht Wommen
- Wommen
- Richelsdorf
- Ziegelhof (Hof)

Adlige Dörfer und Höfe
- Herleshausen
- Mitterode
- Stadthosbach
- Wellingerode
- Kloster Cornberg